# 京成デキ1形電気機関車
京成デキ1形電気機関車（けいせいデキ1がたでんききかんしゃ）は、京成電鉄が1947年（昭和22年）に導入した電気機関車である。

## 導入に至る背景
太平洋戦争終戦後の京成電鉄は、戦災被災車こそ9両と比較的少数に留まったものの、極度の資材不足や保守能力低下などに起因して、稼動車両は全在籍車両113両中わずか18両にまで減少した。さらに同時期には郊外への買出し客の増加などによって輸送量が急増したが、18両の稼動車両のみでは捌き切ることは到底不可能であり、輸送力不足は危機的な状況に陥っていた。
そのため、京成電鉄においては戦災国電の払い下げ車両（2000形電車）や運輸省規格型車両（600形電車）の導入によって輸送力改善を図るとともに、当時東京芝浦電気（以下「東芝」と記す）において注文流れとなり存在が宙に浮いていた2両の「東芝戦時標準形」電気機関車を購入し、自走不能な状態にある電車を牽引して旅客列車として運行することによって輸送力の向上を図ることとした。
上記経緯によって、1形1・2（以下「1号機」「2号機」と記す）の2両の電気機関車が、1946年（昭和21年）7月6日付認可、翌1947年（昭和22年）5月23日付竣功で導入された。
関係省庁へ提出した認可申請書類において「朝夕混雑時ニ於ケル輸送力ノ向上ヲ計リ度」と記されている通り、本形式は当初より旅客用機関車として導入されたものである。また「東芝戦時標準形」に属する日本国内向け電気機関車各形式において、1,372 mm軌間（馬車軌間）の路線向けに導入された車両は本形式が唯一であった。
本形式は後年の輸送事情改善とともに旅客列車牽引用途から事業用途へ転用され、1974年（昭和49年）まで在籍した。

## 車体
全長11,050 mmの台枠上に、中央部へ乗務員室を、乗務員室の前後に機械室をそれぞれ配した凸形車体を備える。外観・設計とも東芝戦時標準形電機における標準仕様そのものであり、全幅は2,800 mmと地方私鉄法における規定値を超過し、また当時の京成電鉄における車両限界を超過していたが、車体長が短いことから曲線部における末端部の干渉はないものと判断され、特別設計認可を得てそのまま運用された。
前照灯は白熱灯式の取付型で、前後妻面の幕板上部に1灯ずつ、後部標識灯は前後の機械室前端下部の向かって左側へ1灯ずつ、それぞれ設置された。
その他、前後の台枠端梁部には電車牽引時に使用する各種ジャンパ線を備え、低圧電源の供給を行った。

## 主要機器
主要機器は東芝製のもので占められており、主電動機はSE-146-C直流直巻電動機を1両あたり4基、全軸に装架する。導入当時の京成電鉄における全路線は架線電圧1,200 V規格であったが、将来的な1,500 V昇圧を見越して主回路の切り替えによって容易に昇圧対応を可能とする仕様とされた。同主電動機は架線電圧1,200 V環境における端子電圧600 V時の一時間定格出力を90 kW、同1,500 V環境における端子電圧750 V時の一時間定格出力を110 kWとそれぞれ公称し、歯車比は3.72 (67:18) に設定、出力90 kW時の定格引張力は6,560 kgfであった。
台車は東芝戦時標準形電機における標準仕様である、板台枠式2軸ボギー台車を1両あたり2台装着する。動輪径は東芝戦時標準形電機における標準仕様が1,000 mmであるのに対し、京成電鉄に在籍する電車との互換性を考慮して910 mmとした。
制動装置は電車牽引という本形式の用途から、AVR自動空気ブレーキが採用された。

## 運用
導入後は、自走不能となった電動車各形式やクハ500形など制御車を3両程度連結した旅客列車牽引に充当され、主に朝夕の多客時間帯に運用された。なお、急勾配が存在する区間であり、かつ車両限界が狭小であった日暮里 - 京成上野間には本形式は入線できず、運用区間は日暮里 - 京成成田間に限定された。
本形式を始めとする東芝戦時標準形電機は、元来貨物牽引用途に設計されたことから定格引張力には優れるものの定格速度が遅く、電車で運行される他の列車と比較すると高速性能が大きく見劣りした。そのため、本形式が牽引する列車は快速列車として運行し、他の列車と運行時分を揃える工夫がされたが、それでもダイヤ乱れを恒常的に引き起こしたとされる。
その後車両事情の好転に伴って、前述した性能上の問題に加えて終起点駅における機関車の前後付け替えの手間が生じるなどの弊害から、本形式は旅客運用から撤退し事業用機関車へ転用された。
1951年（昭和26年）の架線電圧1,500 V昇圧を経て、1959年（昭和35年）の京成電鉄全線における1,435 mm軌間（標準軌）への改軌工事に際しては、本形式も改軌工事を実施し、工事資材輸送に充当された。その他、重連総括制御対応化・歯車比の2.54 (61:24) への変更・後部標識灯の増設・除雪用スノープラウの装着などの改造が実施された。
事業用途へ転用されてからの運用頻度は低く、成田空港への新規路線（現・京成東成田線）建設に際しては再び資材輸送に充当されたが、事業用電車モニ20形に代替される形で1974年（昭和49年）10月15日付で1号機・2号機とも除籍された。
除籍後、1号機は宗吾検車区の構内入換機（機械扱い）に転用されたが、現存しない。